# Сан-Лоренсо (Парагвай)
Сан-Лоренцо, повна назва Сан-Лоренцо-дель-Кампо-Гранде (ісп. San Lorenzo del Campo Grande) — третє за величиною місто Парагваю, розташоване в Центральному департаменті країни, за 9 кілометрів від столиці, Асунсьйона . Станом на 2010 рік населення Сан-Лоренсо складає близько 295 696 осіб (оцінка).
Сан-Лоренцо — досить важливий  комерційний та економічний центр Парагваю. У місті розташований кампус та головна будівля Національного університету Асунсьйона, тому Сан-Лоренсо часто називають «Містом університету». Римо-католицька церква з 2000 року виділяє Сан-Лоренсо як один з одинадцяти діоцезів при архіодіоцезі Асунсьйона (де-факто — всього Парагваю).

## Історія
Поселення на місці сучасного Сан-Лоренсо було засноване єзуїтами в середині XVIII століття на місці плантації, раніше відомої як Нью-Гуасу (Ñu Guazú) або Кампо-Гранде. Після вигнання єзуїтів Капітан-губернатор Агустін Фернадо-де-Пінеда захопив ці землі та встановив нову дату заснування – 10 серпня 1775 року. У 1779 році уряд розмістив тут завод з виробництва тютюну, на якому працювали португальські техніки, що приїхали з Ягуарона, та індійські робітники. Завод функціонував недовго.
На початку 2000-х років у Сан-Лоренсо різко збільшилася чисельність населення. За даними перепису населення в Сан-Лоренсо проживали 204 356 жителів, а за оцінками на 2010—2011 роки в місті може проживати від 295 до 320 тисяч жителів.

## Географія
Сан-Лоренцо адміністративно поділений на 57 районів та кварталів, найбільшим за густиною, чисельністю населення і площею з яких є Барсекільо. На півночі Сан-Лоренсо межує з містом Луке, на півдні — з Ньємбі, на сході — з Кап'ятою, на заході — з Фернандо-де-ла-Морою.

## Економіка
Місто має розвинуту торгівля та промисловість. Центрами фінансової діяльності є авеніди Хулія Міранда Куето-де-Естігаррібіа та Мкаль. На Естігаррібіа розташовано багато магазинів техніки, ломбардів, супермаркетів, меблевих магазинів, установ. Тут також концентруються основні банки та фінансові компанії. У Барсекілля розташовані великі фармацевтичні компанії.

## Туризм
У центрі міста (квартал Марія Аусільядора) розташований неоготичний Кафедральний собор і будівля муніципалітету. Також тут встановлено монумент на честь Агустіна Фернадо-де-Пінеди. Вілья Універсітаріа — кампус і головна будівля Національного університету Асунсьйона, також неподалік розташована популярна велосипедна доріжка. У Барсекілля знаходиться найбільший у місті торговий центр.